# Zaragoza

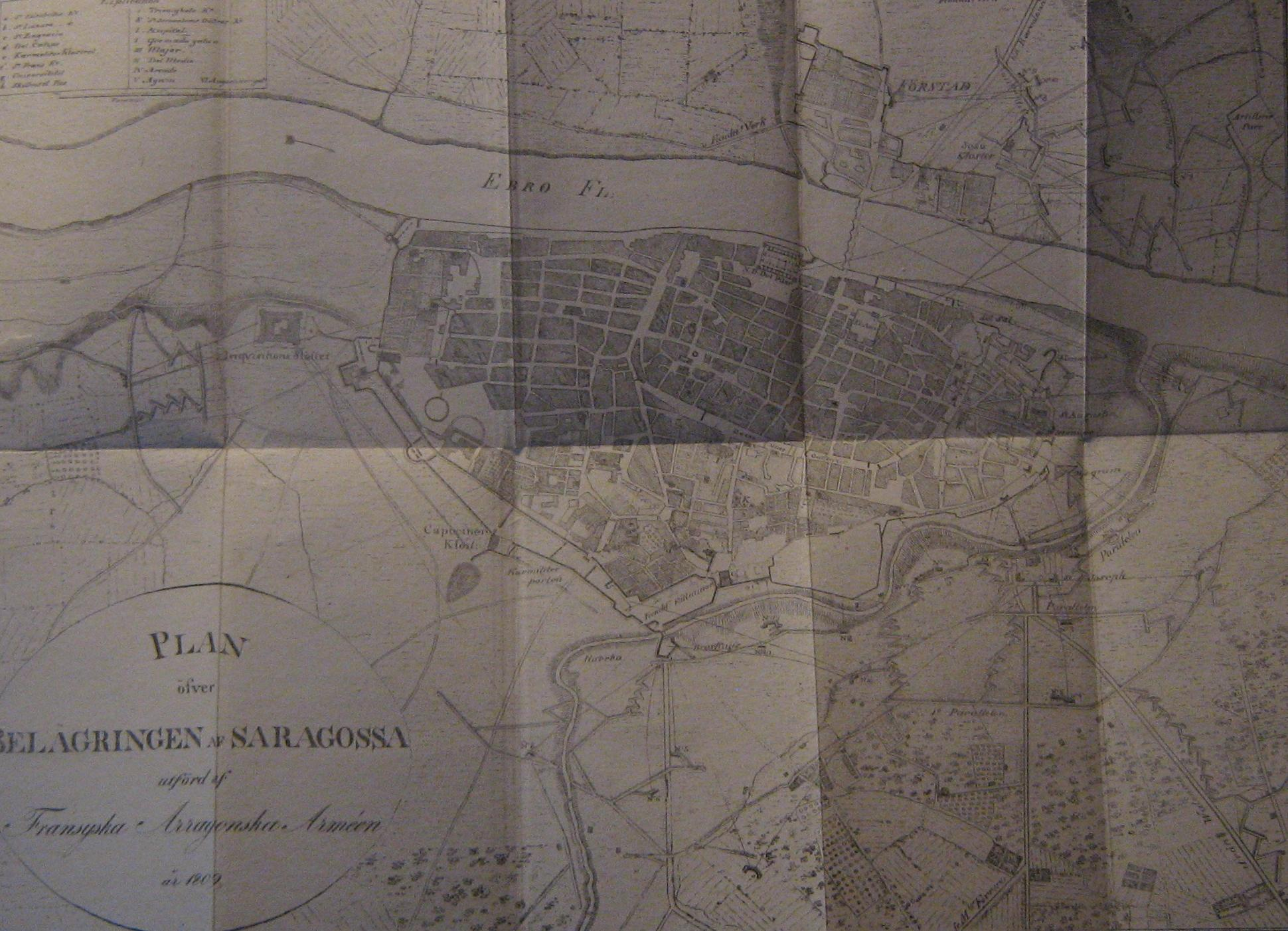
Saragossas belägring, år 1809–1810.

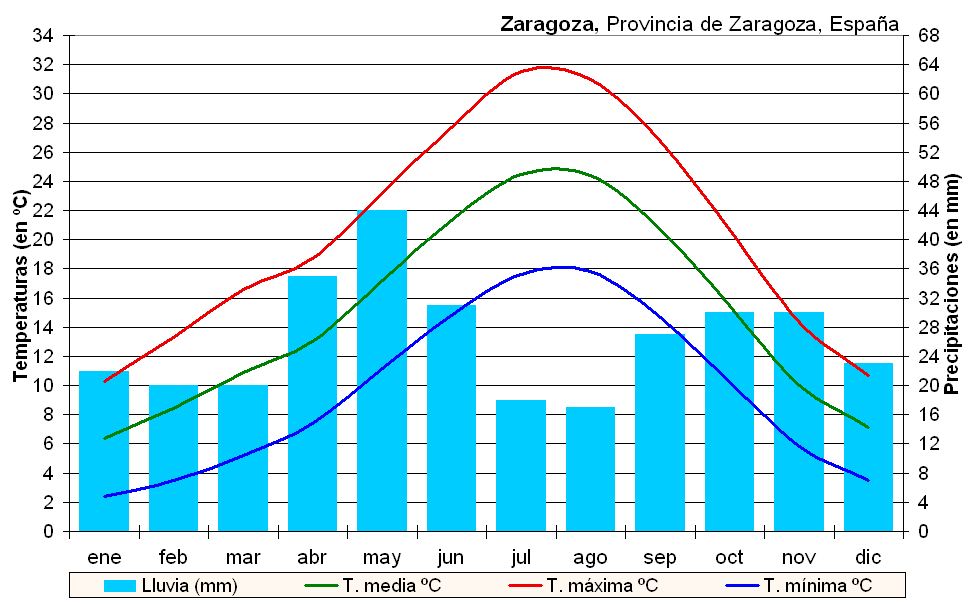
Klimatet i Zaragoza.

För andra betydelser, se Zaragoza (olika betydelser).
Zaragoza (spanskt uttal: [θaɾaˈɣoθa]
 ( lyssna), äldre svenskt namn: Saragossa) är en stad och kommun i den autonoma regionen Aragonien i nordöstra Spanien. Staden ligger cirka 274 kilometer nordost om Madrid, cirka 256 kilometer väster om Barcelona och cirka 246 kilometer norr om Valencia. Zaragoza är huvudort i både provinsen med samma namn och Aragonien. Kommunen har 686 986 invånare (2024), på en yta av 974,00 km². Zaragoza är Spaniens femte folkrikaste stad.
Staden eller platsen hette tidigare Salduie (Salduba enligt romerska källor) och beboddes av iberer. Kejsar Augustus grundade senare en stad på samma plats vid namn Caesaraugusta ("kejsar Augustus") där han placerade veteraner från kantabriska krigen. På 400-talet tog goter över staden fredligt.
År 714 tog berber och araber kontroll över staden och namngav den Saraqusta (سرقسطة) som var en förkortning av det romerska namnet. Staden blev sedermera en del av Emiratet Córdoba.
Staden är känd för det hårda motstånd den bjöd under sin belägring under Spanska självständighetskriget 1809–1810. Den belägrande franska armén tvingades i slutändan med minor spränga sig fram från hus till hus, med svåra förluster för den egna armén, innan staden slutligen föll.
År 2008 hölls världsutställningen Expo 2008 i Zaragoza.

## Kultur
Rockbandet Héroes del Silencio kommer från Zaragoza. Dansösen, pedagogen och professorn Ana Laguna är född i Zaragoza 1955.